# Sveggen
Sveggen är en tätort i Averøy kommun i Møre og Romsdal fylke i västra Norge. Orten ligger där fylkesväg 6088 och fylkesväg 6090 möts, vid sundet mellan Averøya och Sveggøya.